# Kosovska Mitrovica
Pour les articles homonymes, voir Mitrovica.
La ville de Mitrovicë, également appelée Mitrovica ou Kosovska Mitrovica, est située dans le nord du Kosovo. Ville d'environ 80 000 habitants (82 264 habitants en 2003 selon l'Initiative européenne de stabilité (ESI)), elle est devenue l'archétype de la ville divisée entre Serbes et Albanais.
Les résultats préliminaires du recensement de 2011 indiquent que la population de Mitrovicë est de 71 601 habitants, mais précisent qu'une partie de la population n'a pas accepté d'être recensée (comme dans le cas des communes du Nord du Kosovo : Leposaviq ou Zubin Potok). Sous le feu des projecteurs pendant la guerre du Kosovo en 1999, cette ville est revenue au cœur des préoccupations lors de la déclaration d'indépendance du Kosovo le 17 février 2008.

## Géographie
La ville est traversée par la rivière Ibar qui marque une délimitation entre les deux quartiers nord et sud, où se font face depuis des années Serbes et Albanais. L'urbanisme des deux quartiers est différent, avec un quartier nord marqué par des immeubles et de grandes artères dégagées datant de l'ère titiste (urbanisme de type communiste) et un quartier sud dont le paysage est marqué principalement par des maisons basses (un ou deux étages), des artères dégagées en moins grand nombre et de nombreuses petites ruelles se terminant parfois en impasses. Plusieurs ponts traversent la rivière Ibar reliant ainsi les deux quartiers, dont le plus connu est le pont ouest, qui relie les deux centres-villes où l'on retrouve les principaux magasins de la ville.

### Quartiers

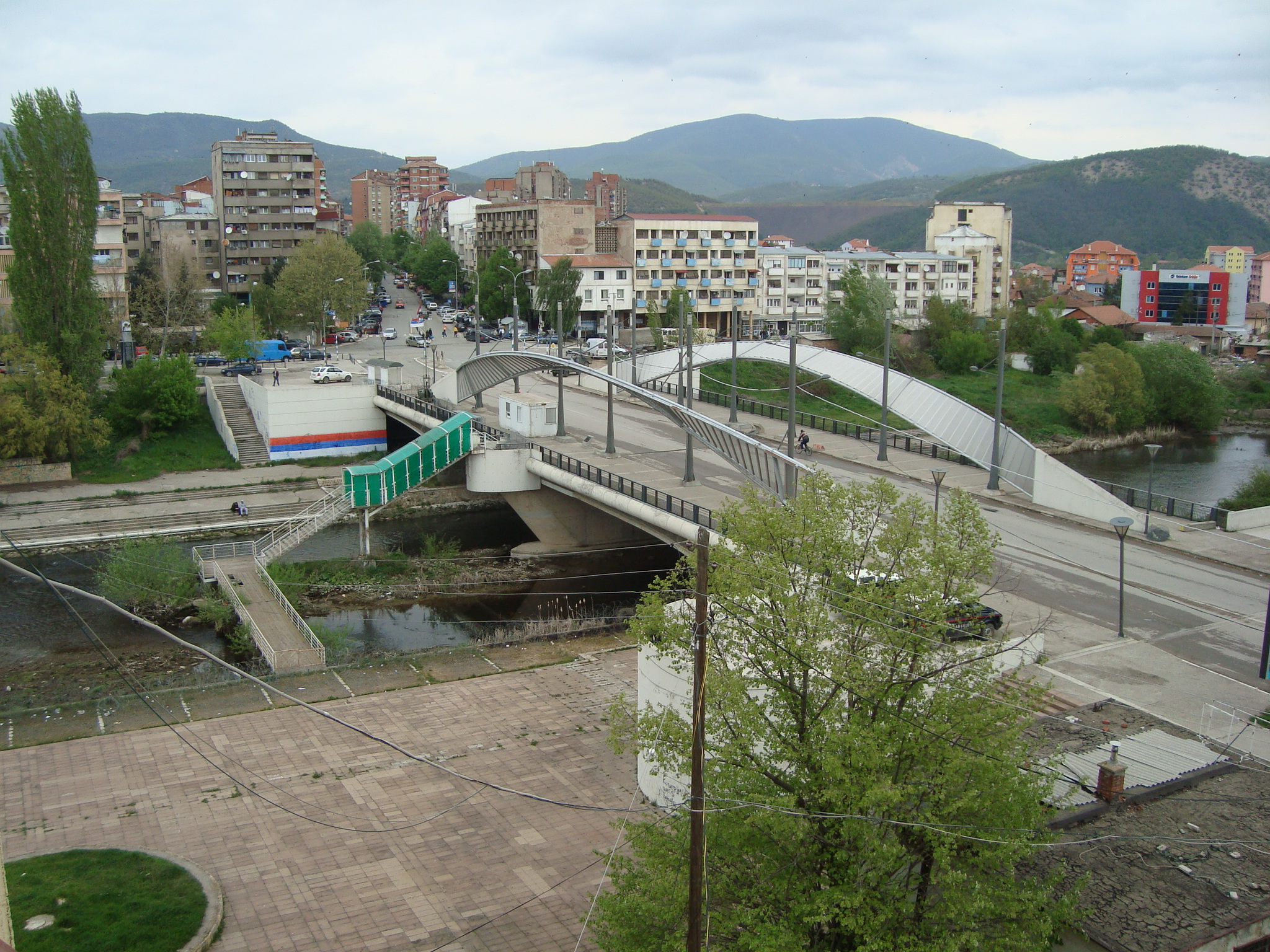
Le pont de Mitrovica qui sépare le quartier sud et nord

On peut distinguer plusieurs quartiers dans la ville de Mitrovica :
- Le quartier au sud de la rivière Ibar, où la majorité d'habitants est albanaise, est le quartier le plus étendu de la ville. Son extension se poursuit en direction du Sud.
- Le quartier au nord de l'Ibar, où la majorité d'habitants est serbe, constitue le second quartier le plus étendu de la ville.
- Il existe plusieurs poches de peuplement minoritaire dans la ville. Le paysage socioculturel de ces quartiers est particulièrement mouvant. Parmi ces "poches", on remarque quelques quartiers célèbres pour leur actualité et leurs particularismes, tels que Bosnjacka Mahala (littéralement : le « quartier des Bosniaques », surnommé Petite Bosnie[3]), et Roma Mahala (littéralement le quartier des Roms, il fut totalement détruit pendant la guerre du Kosovo et dans les jours qui suivirent : après avoir vécu dans des camps de déplacés, les Roms sont aujourd'hui en voie de revenir dans un quartier en grande partie reconstruit[4])

## Histoire
Mitrovica est dominée par un monument célébrant le triomphe du socialisme. À l'époque de Tito, pendant laquelle elle portait le nom de Titova Mitrovica, c'était une grande cité industrielle, dont l'essor reposait sur les mines de Trepča (en) (lignite, plomb, zinc, argent). En 1989, les mineurs albanais se mirent en grève et s'enfermèrent au fond des puits pour réclamer plus d'autonomie pour le Kosovo, alors partie intégrante de la Serbie. Aujourd'hui, les barres d'immeubles se font face de chaque côté de l'Ibar. Autour des ponts et des passerelles piétonnes, gardés par les soldats français de la Force pour le Kosovo (KFor), les tensions communautaires restent très vives. Hier encore, les collègues de travail et les voisins ne se parlent plus : les uns se considèrent Kosovars, tandis que les autres estiment toujours vivre en Serbie et rejettent l'autorité du gouvernement de Pristina.
Au nord, un quartier majoritairement serbe (13 402 Serbes sur 16 352 habitants en 2003), et au sud un quartier majoritairement albanais (65 012 Albanais sur 65 912 habitants en 2003). Tout sépare ces deux parties de la ville : au-delà des appartenances communautaires et religieuses, le fonctionnement même de la ville est divisé en deux. Au nord, le dinar serbe (monnaie de la Serbie), au sud l'euro. Au nord, une langue slave, le serbe, écrite en alphabet cyrillique. Au sud, la langue albanaise, écrite en alphabet latin. Des municipalités distinctes sur les deux rives de l'Ibar. Avec un entre-soi communautaire déjà très prononcé avant la guerre, qui s'est conforté au fur et à mesure des exactions de la part des groupes armés des deux communautés. Et également, des petites minorités (Roms, Ashkalis, Gorans...) dont le futur est incertain.
Lors des émeutes de 2004, la ville est un foyer de tension entre les Serbes du Kosovo et les Albanais du Kosovo. Des monuments et des habitations sont dégradés voire détruits, des pogroms ont lieu.
Le 14 mars 2008, à la suite de la déclaration d'indépendance du Kosovo, le tribunal de l'ONU de Mitrovica est investi par 300 manifestants serbes, anciens magistrats, employés et militants, qui réclament son placement sous autorité serbe.
Trois jours plus tard, des heurts extrêmement violents éclatent lorsque des policiers de la mission d'administration intérimaire des Nations unies au Kosovo (Minuk) couverts par des militaires de la Kfor de l'OTAN, reprennent le contrôle du tribunal de l'ONU occupé. La cinquantaine d'occupants serbes, qui interdisaient aux employés albanais de pénétrer dans le tribunal, n'ont offert aucune résistance lors de leur arrestation mais des centaines de manifestants extérieurs ont voulu s'interposer. Se regroupant autour du palais de justice pour empêcher leur départ, les émeutiers ont attaqué les forces internationales de maintien de la paix à coup de pierres, grenades, cocktails Molotov mais aussi, pour la première fois, de rafales d'armes automatiques, tandis que les hommes de la Minuk et de la Kfor tentaient de contenir les émeutiers au moyen de gaz lacrymogènes puis de tirs de balles en caoutchouc. Ont été à déplorer, au moins, 80 blessés parmi les émeutiers serbes (dont 15 par balles), 27 policiers de la Minuk et 30 militaires de la Kfor, dont vingt français, victimes auxquelles il faut ajouter un policier ukrainien de l'ONU tué par l'éclatement d'une grenade,.
L'indépendance pose également la question du nom de cette ville. Longtemps appelée Kosovska Mitrovica par la Serbie et les populations serbes, elle et aussi nommée Mitrovica par la communauté internationale par souci de neutralité (voire parfois Mitrovitsa) et Mitrovicë par les Albanais.

## Localités

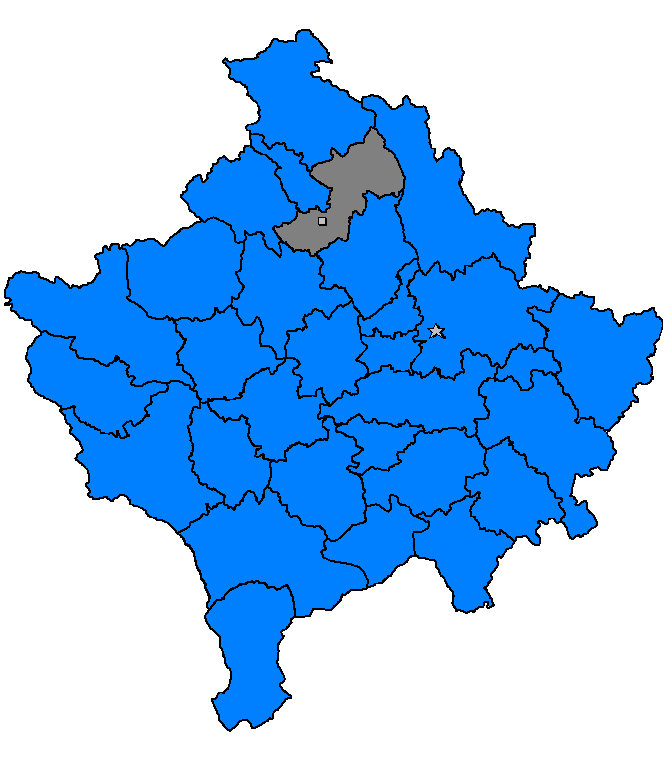
Localisation de la commune/municipalité de Mitrovicë/Kosovska Mitrovica au Kosovo

Selon la pratique de l'Organisation pour la sécurité et la coopération en Europe, le nom d'une localité porte en premier celui donné par la nationalité majoritaire ; pour Mitrovicë/Kosovska Mitrovica, il figure en albanais :
| - Bajgorë/Bajgora - Barë/Bare - Batahir/Bataire - Braboniq/Brabonjić - Dedi/Dedinje - Gushac/Gušavac - Kaçandoll/Kačandol - Kçiq i Madh/Veliki Kičić - Koprivë/Kopriva - Koshtovë/Košutovo - Kovaçicë/Kovačica - Kutlloc/Kutlovac - Lisicë/Lisica - Lushtë/Ljušta - Magjerë/Mađare - Mazhiq/Mažić | - Melenicë/Meljenica - Mitrovicë/Kosovska Mitrovica - Ovçar/Ovčare - Pirç/Pirče - Rahovë/Orahovo - (Rashan)/Donje Rašane - Rashan/Gornje Rašane - Rekë/Reka - Rrzhanë/Ržana - Selac/Seljance - Shipol/Šipolje - Shupkoc/Šupkovac - Stantërg/Stari Trg (rudarsko naselje) - (Stantërg)/Stari Trg (selo) - Stranë/Strana - Suhodoll i Epërm/Gornji Suvi Do | - Suhodoll i Poshtëm/Donji Suvi Do - Svinjarë/Svinjare - Tërstenë/Trstena - Tunel i Parë/Prvi Tunel - Vaganicë/Vaganica - Vërbnicë/Vrbnica - Vidishiq/Vidušić - Vidomiriq/Vidomirić - Vinarc i Epërm/Gornje Vinarce - Vinarc i Poshtëm/Donje Vinarce - Vllahi/Vlahinje - Zabërgjë/Zabrđe - Zasellë/Zasela - Zhabar i Epërm/Gornje Žabare - Zhabar i Poshtëm/Donje Žabare - Zijaçë/Zijača |

## Démographie
Un recensement de la population a été réalisé en 2011 par le Kosovo et est à considérer avec précaution dans la mesure où il a été boycotté par les Serbes. Les données communiquées mêlent ainsi les résultats du recensement kosovar et, pour les Serbes, des estimations datant de 2008-2009,.

### Population dans la villeintra muros

#### Évolution historique de la population dans la ville
| 1948   | 1953   | 1961   | 1971   | 1981   | 1991   | 2011    |
| ------ | ------ | ------ | ------ | ------ | ------ | ------- |
| 13 901 | 17 195 | 26 721 | 42 160 | 52 866 | 64 323 | 46 230, |

|  |

#### Répartition de la population par nationalités
Mitrovicë/Kosovska Mitrovica Sud (2011)
En 2011, les Albanais représentaient 93,34 % de la population, les Ashkalis 1,91 %, les Roms 1,56 %, les Turcs 1,52 % et les Bosniaques 1 %.
Kosovska Mitrovica Nord (2008-2009)
Pour Kosovska Mitrovica Nord, la population, estimée à 12 326 habitants, compterait 11 459 « Serbes et autres » nationalités et 867 Albanais.

### Population dans la municipalité

#### Évolution historique de la population
| 1948   | 1953   | 1961   | 1971   | 1981   | 1991    | 2011    |
| ------ | ------ | ------ | ------ | ------ | ------- | ------- |
| 32 800 | 38 716 | 50 747 | 71 357 | 87 531 | 104 885 | 84 235, |

|  |

#### Répartition de la population par nationalités
Le recensement kosovar de 2011 rend compte de la population dans la commune/municipalité, sans y intégrer les estimations de Kosovska Mitrovica Nord dont les données ont déjà été communiquées ci-dessus. La population concernée compte ainsi 71 909 habitants.
En 2011, les Albanais représentaient 96,65 % de la population.

## Monuments culturels protégés
Mitrovicë/Kosovska Mitrovica abrite quelques édifices anciens protégés, mentionnés par l'Académie serbe des sciences et des arts et inscrits ou proposés pour une inscription sur la liste des monuments culturels du Kosovo :
À Mitrovicë/Kosovska Mitrovica

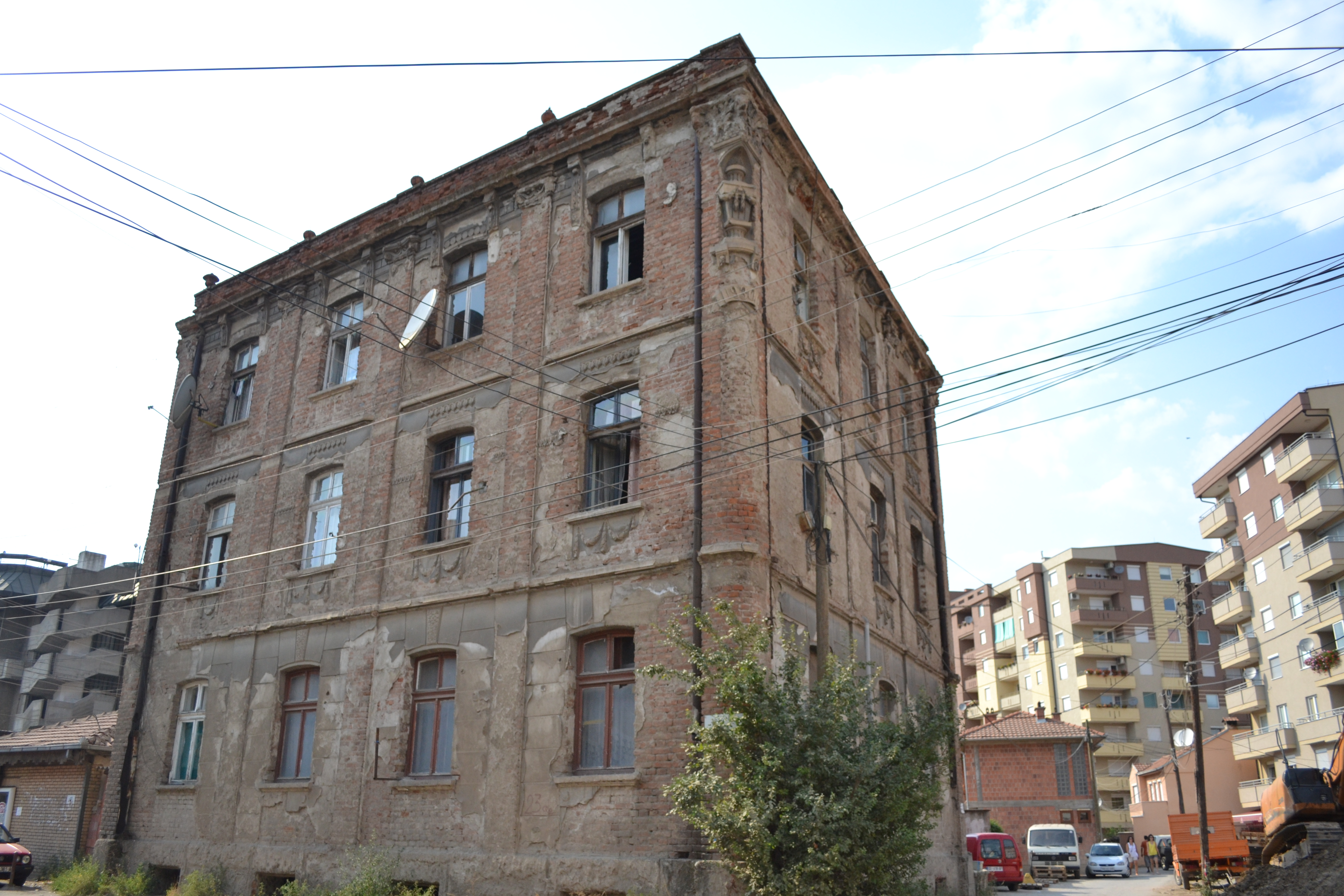
La maison de Xhafer Deva

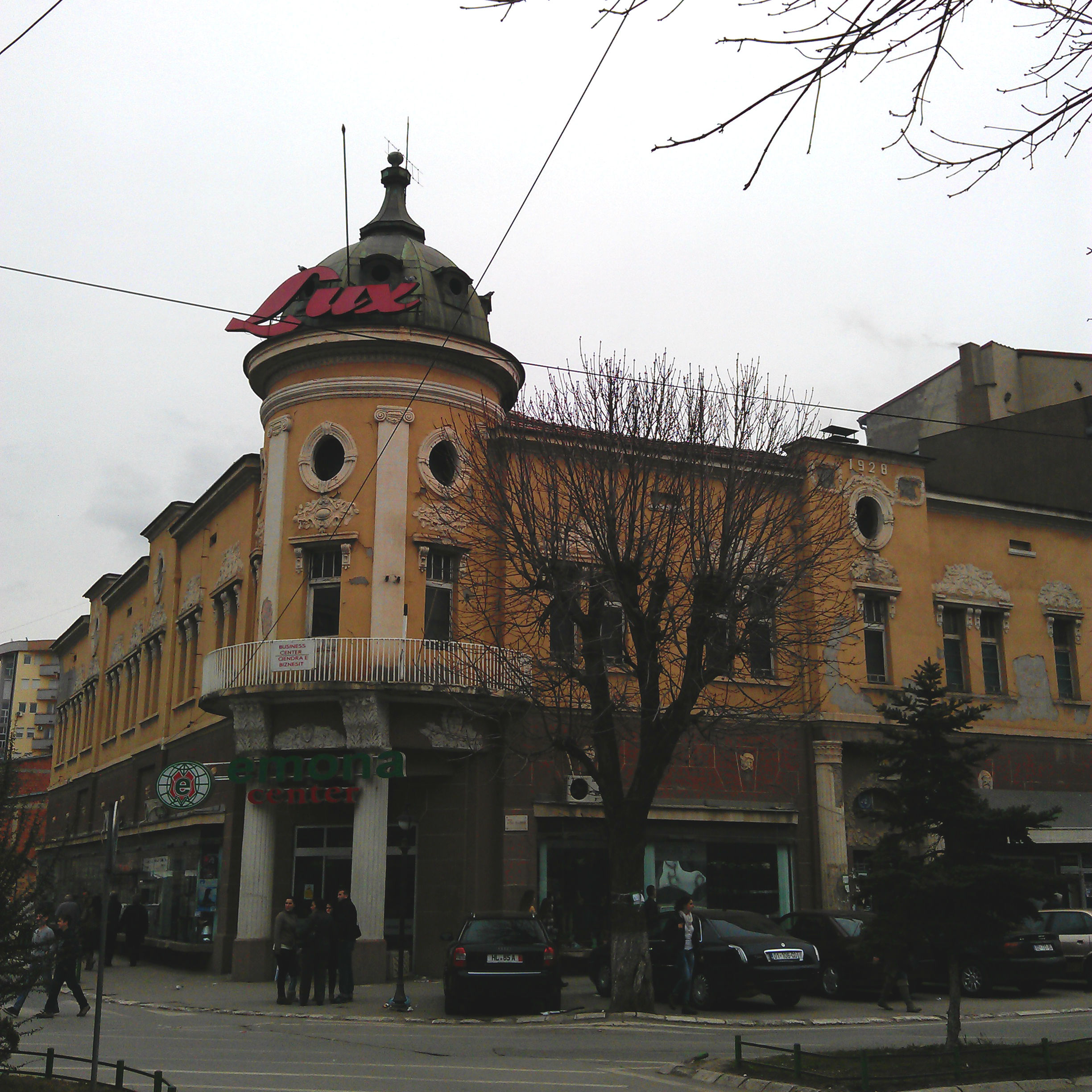
Le bâtiment de l'hôtel Jadran

- le vieux hammam (bâtiment du musée) (XVIIIe siècle)[17]
- la tour-résidence de Sherif Gash (XVIIIe siècle)[16]
- la maison d'Arsim Leniq (XVIIIe siècle)[16]
- la tour-résidence Tupella (XIXe siècle)[16]
- la maison de la famille Koroglu (XIXe siècle)[18]
- la maison de Xhafer Deva (XIXe siècle)[16]
- la maison de Spiro Budimir (XIXe siècle)[16]
- la maison de Florim Zenel (XIXe siècle)[16]
- la tour-résidence d'Ymer Ymer (XIXe siècle)[16]
- la maison d'Avni Boletini (XIXe siècle)[16]
- la maison de Nevzat Abrash (XIXe siècle)[16]
- l'église Saint Sava (1896-1912)[19]
- le bâtiment de l'hôtel Jadran (XXe siècle)[16]
- la maison de Blagoje Đorđević (XXe siècle)[20]
- le bâtiment de l'ancien consulat de Russie[20]

Dans la commune/municipalité
- l'église latine de Stantërg/Stari Trg (XIIIe siècle)[21]
- les ruines de l'ensemble minier médiéval de Stara Trepča à Stantërg/Stari Trg (XIIIe-XVe siècles)[22]
- les ruines de la ville minière médiévale de Trepča à Mazhiq/Mažić (XIIIe-XVe siècles)[23]
- la mosquée de Mazhiq/Mažić (XVIe siècle)[16]
- la forteresse de Trepča-Ćutet à Zasellë/Zasela (XIVe siècle)[24]
- les ruines de la forteresse de Vidishiq/Vidušić (Moyen Âge)[16]
- l'église catholique de Vinarc i Epërm/Gornje Vinarce (?)[16]

## Sport
La ville a deux clubs de football, la plus populaire et plus ancienne le KF Trepça et la seconde crée des années après le KF Trepça '89/Minatori 89

## Éducation
La ville compte plusieurs établissements d’enseignement primaire, secondaire et supérieur, au nord et au sud de l’Ibar.
Pour l’enseignement supérieur public :
L’Université de Mitrovica : 

Elle s’est constituée après que les facultés serbes de l’Université de Pristina ont été relocalisée à Mitrovica, à l'issue de la guerre du Kosovo.
L’International Business College Mitrovica - IBCM :

(Le Collège International des Affaires de Mitrovica - CIAM) :

Fondé en 2010 par une fondation privée européenne, l’établissement occupe deux campus, l'un à Mitrovica Nord et l'autre à Mitrovica Sud. Il est devenu public en juillet 2023, après la ratification formelle de son nouveau statut par le Parlement de la République du Kosovo. Au cours de l'année académique 2024/2025, le CIAM a admis 225 nouveaux étudiants.
Le CIAM cherche à rassembler les communautés albanaises et serbes, grâce à un enseignement en anglais qui bénéficie de Erasmus+. Il propose des licences accréditées internationalement de 3,5 ans (210 ECTS) et des masters de 2 ans dans 3 facultés : (120 ECTS)
- Vente et Marketing International, niveau Licence.
- Gestion du Service Public, niveau Licence.
- Gestion de l'Environnement et de l'Agriculture, niveau Licence.
- Technologie de l'Information Appliquée, niveau Licence.
- Gestion et Leadership International, niveau Master.

Les programmes du CIAM offrent des doubles diplômes, des programmes d'échange internationaux, des projets de mobilité de crédits internationaux. Ils ont été accrédités par le Ministère de l'Éducation de la République du Kosovo et par l'agence d'évaluation allemande EVALAG (Evaluationsagentur Baden-Württemberg).

## Économie
Mines et métallurgie du plomb et du zinc.

## Personnalités

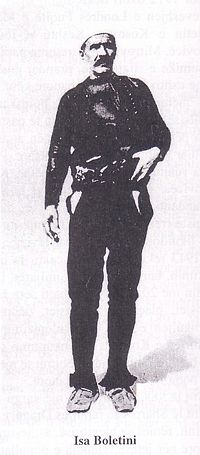
Isa Boletini, héros national du Kosovo

- Rexhep Mitrovica, premier ministre d'Albanie
- Nexhip Draga, homme politique albanais
- Valon Behrami, footballeur suisse
- Bajram Rexhepi, ancien premier ministre du Kosovo
- Isa Boletini (1864-1916), héros national du Kosovo, membre de la Ligue de Peja anti-ottomane
- Riza Lushta (1916-1997), footballeur
- Hiljmnijeta Apuk (née en 1956), juriste et militante pour les droits des personnes handicapées
- Veljko Kajtazi (né en 1960), homme politique croate
- Biserka Jevtimijević Drinjaković (1969-), femme politique serbe.
- Mentor Miftari (né en 1971), footballeur
- Blero (né en 1978), chanteur de R&B
- Besar Nimani (né en 1985), boxeur
- Enis Alushi (né en 1985), footballeur
- Valdet Rama (né en 1987), footballeur
- Azize Nimani (née en 1991), boxeuse
- Rona Nishliu (née en 1986), chanteuse ayant représenté l'Albanie à l'Eurovision 2012
- Nikolaj Belić (né en 1980), protagoniste de GTA IV
- Ljubomir Dulović, footballeur serbe
- Blerta Kosova (née en 1994), chanteuse et claviériste
- Miloš Krasić (né en 1984), footballeur
- Milan Biševac (né en 1983), footballeur
- Drilon Hajrizi (né en 1991), joueur de basket-ball
- Vjosa Osmani (1982-), Présidente de la République du Kosovo depuis 2021.
- Arbnor Muja (né en 1998), footballeur albanais

## Coopération internationale
Mitrovicë est jumelée avec :
- Kumanovo (Macédoine) (Macédoine)
- San Cristóbal (Venezuela) (Venezuela)